# Société des chemins de fer de la Flandre-Occidentale
De Société des chemins de fer de la Flandre-Occidentale (Frans voor Maatschappij der West-Vlaamse Spoorwegen, afgekort als FO) was een Belgische spoorwegmaatschappij opgericht in 1845 voor spoorwegen in West-Vlaanderen. Ze werd in 1906 overgenomen door de Belgische staatsspoorwegen.

## Geschiedenis

### Oprichting
De maatschappij werd opgericht op initiatief van de Engelse investeerder William Parry Richards. De oprichtingsakte dateert van 30 mei 1845, goedgekeurd door het Koninklijk Besluit van 4 juni 1845, gepubliceerd in het Belgisch Staatsblad op 7 juni 1845.
Het hoofdkantoor was te Brugge. De administratieve hoofdzetel was gevestigd in Londen, onder de naam West Flanders Railway Company.
De maatschappij had tot doel de exploitatie, uitbreiding en verlenging van spoorlijnen in de provincie West-Vlaanderen zoals overeengekomen in de concessie. Het betreft de volgende spoorlijnen: de lijn Brugge - Kortrijk, de lijn Ieper - Poperinge, met vertakkingen naar Tielt en Deinze. Hoewel de plaatselijke bevolking het niet breed had, was Richards overtuigd dat de lijnen rendabel gingen zijn, mede doordat de meeste lijnen door vlak landschap liepen.
Het Koninklijk Besluit van 5 september 1845 legt de vertakking van Tielt naar Deinze. Een wet van 6 november hetzelfde jaar voegt een uitbreiding van Diksmuide naar Veurne toe aan de concessie. Deze laatste is nooit aangelegd door slechte economische omstandigheden; in 1856 krijgt de Compagnie du chemin de fer de Lichtervelde à Furnes de concessierechten.

### Einde
In 1867 werd de maatschappij opgenomen in de Société générale d'exploitation de chemins de fer (SEG), een spoorwegmaatschappij van de Generale Maatschappij van België. Vanaf 1870 besluit de Belgische staat om gaandeweg alle spoorwegen over te nemen. Ook parlementsleden uit West-Vlaanderen drongen aan op een overname door de overheid, aanvankelijk uit onvrede over de dienstverlening en de hoge tarieven. Als gevolg werd een groot deel van het netwerk van SEG overgenomen, maar niet de FO. De overblijvende delen komen samen in de fusiemaatschappij Compagnie des chemins de fer des bassins houillers du Hainaut. Deze laatste gaat in 1876 echter failliet, waardoor FO weer onafhankelijk wordt. In 1878 werd een overnamebod door de Belgische staat positief ontvangen, maar sprong uiteindelijk af door geschillen over de prijs.
Rond 1882 veranderde de reden waarom men een overname door de overheid wilde: industriëlen in West-Vlaanderen wilden dat de overnamepolitiek, zoals toegepast in de rest van het land, ook bij hen zou toegepast worden. Ook waren investeringen nodig voor de uitbreiding van de verbindingen met Frankrijk; de FO weigerde deze echter uit te voeren. Uiteindelijk werd de Société des chemins de fer de la Flandre-Occidentale in 1906 deel van de staatsspoorwegen. Het voorstel om tot aankoop over te gaan werd ingediend in de Kamer van Volksvertegenwoordigers op 9 mei 1906.

## Lijnen
De maatschappij beheerde volgende lijnen:
- Lijn Brugge - Kortrijk
- Lijn Kortrijk - Poperinge (nu lijn 69 in België en lijn 299 000 in Frankrijk)
- Vertakking van Ingelmunster naar Deinze via Tielt (nu lijn 73 en 73A)
- Lijn Roeselare - Ieper en lijn Roeselare - Menen